# ミートソース
ミートソース（Meat sauce）は、ボロネーゼ（ラグー・アッラ・ボロニェーゼ、イタリア語: ragù alla bolognese、ボローニャ方言: ragò a la bulgnàisa）に類似した、日本の洋食におけるパスタソースの一種。
日本ではパスタのうち、スパゲッティに乗せることが多く、「ナポリタン」とともになじみの深いもののひとつとなっているメニューである。

## アメリカ、日本のミートソース

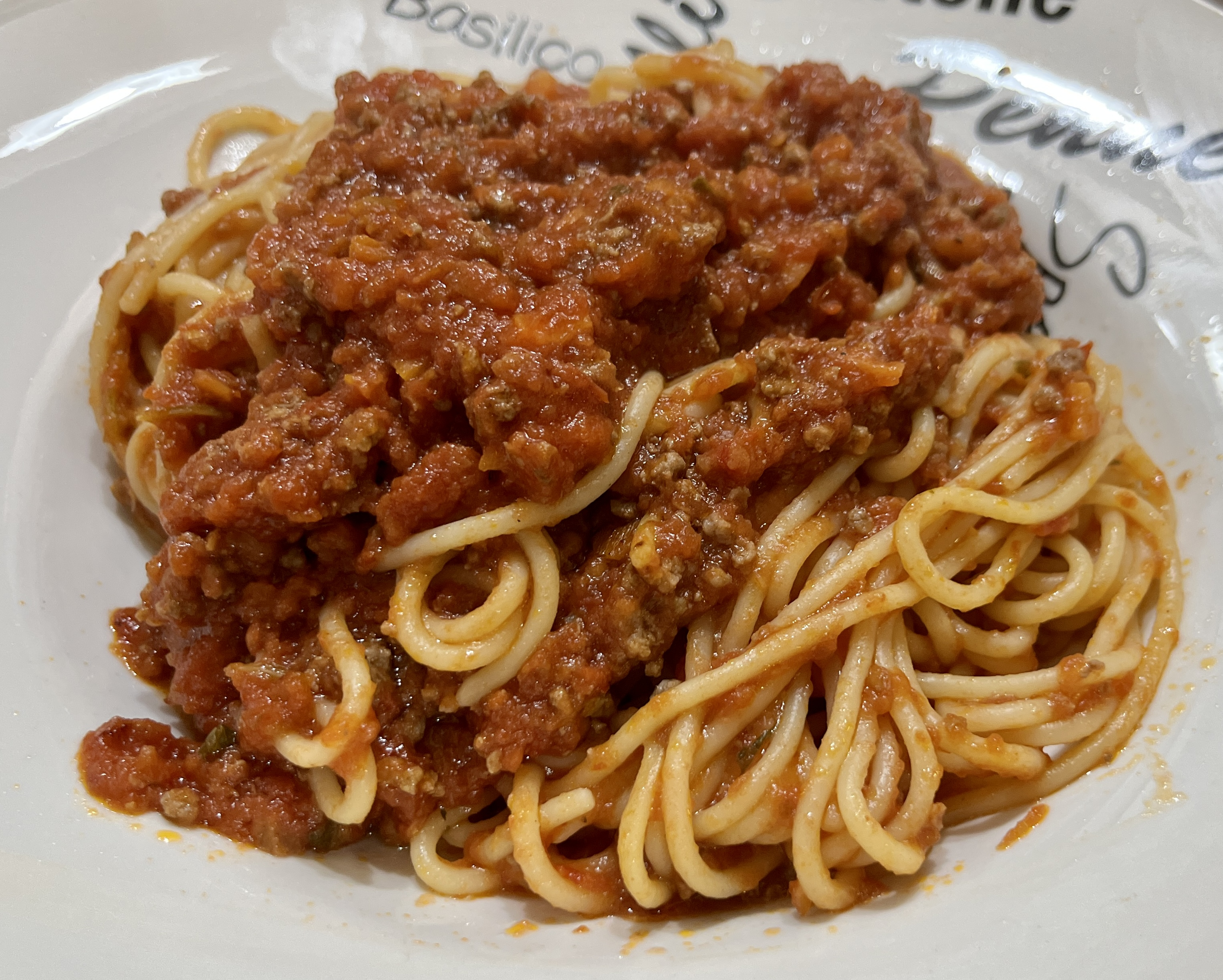
ミートソース・スパゲッティ

日本では、ミートソースはスパゲッティ・ソースのスタンダードとして定着している（本場のボロネーゼではタリアテッレという平たい麺を使うことが多い）。
ボロネーゼはトマトペーストを使うのに対し、アメリカのミートソースはトマトケチャップを使い、砂糖やウスターソースなどで甘みを加えることで、ボロネーゼよりも甘めに仕上げる。出来上がりはソースの見た目がかなり異なり、汁気もそぼろ状に水気がなくなるまで煮込むのがボロネーゼである。
なお、完全に混ざるまで和えるのでなく、茹でたままのパスタの上に「よそう」（上に乗せる）のが日本のスタイルである。あるいは、麺をナポリタンのように炒めたりすることもある。アメリカのスタイルも上によそったりする。
ナス、ピーマン、キノコなどを具材に加えることも一般的である。ソースに使う肉は牛肉、あるいは牛・豚の合いびき肉がポピュラーである。
任意で上から粉チーズやタバスコをかける食べ方が知られる。

### 歴史
1881年（明治14年）に開業した新潟県新潟市のレストラン「イタリヤ軒」（のちのホテルイタリア軒）は、国内最古のイタリア料理専門店であると同時に、日本初のスパゲッティミートソース（ボローニャ風ミートソース）の提供者であるとする説があるが、いつ販売されたかは明らかになっていない（同店は3度火災に遭っており、現存する最古の品書きは1920年のものとされる）。なお、この店のボローニャ風ミートソースは和えて調理するスタイルである。この説に対し、東京・銀座の「煉瓦亭」のオーナーは、遅くとも大正時代にはメニューに書き加えていることを明かしている。
太平洋戦争後、兵庫県宝塚市のイタリア料理店「アモーレ・アベーラ」の初代店主オラッツィオ・アベーラ（1913年 - 1974年）が、「スパゲティミートソース」として店で出しているものを日本初とする説もある。この店の調理法は、和えずに上からソースをかける、昨今に見るミートソースに最も近いスタイルであるが、これは「関西初」とみる資料もある。
その後アメリカ進駐軍とともに日本に伝えられたのが、それまでのイタリアンスタイルではない、現在のものに近いケチャップ味のミートソースである。これに影響を受けたキユーピーが1959年に、缶入りミートソースを発売した。この缶詰商品のヒットが、家庭にミートソースを普及させる下地を作った。これに追随する形で各社がスパゲッティ・ソースの販売を開始し、近年ではレトルト食品としての販売が主流となっている。